# Du lịch sinh thái

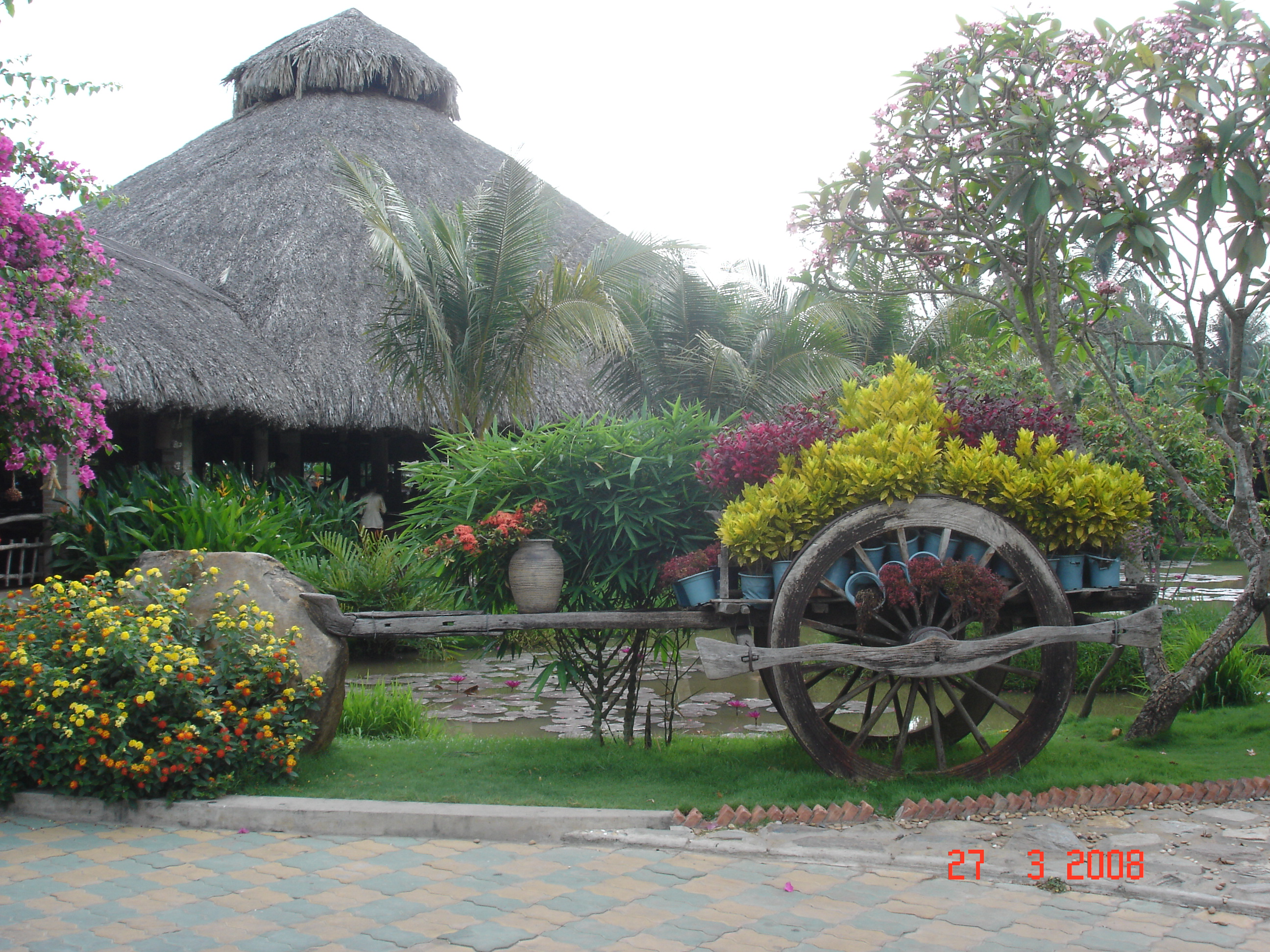
Trạm dừng chân ở Việt Nam

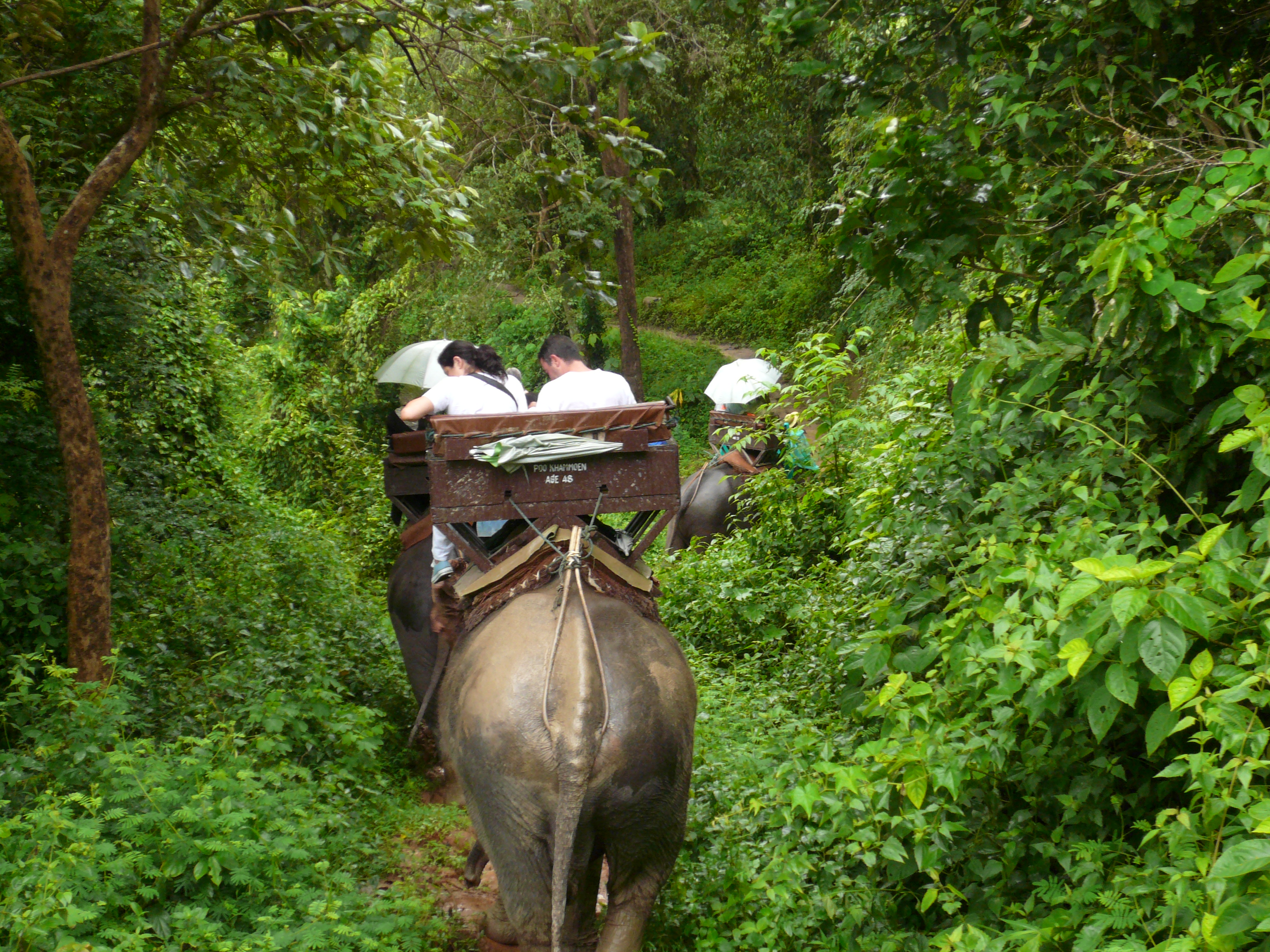
Một tua du lịch sinh thái trên lưng voi ở Thái Lan

Du lịch sinh thái là loại hình du lịch dựa vào thiên nhiên và văn hoá bản địa gắn với giáo dục môi trường, có đóng góp cho nỗ lực bảo tồn và phát triển bền vững với sự tham gia tích cực của cộng đồng địa phương. Du lịch sinh thái là loại hình du lịch có trách nhiệm đối với môi trường ở các khu thiên nhiên còn tương đối hoang sơ với mục đích thưởng ngoạn thiên nhiên và cá giá trị văn hóa kèm theo của quá khứ và hiện tại, thúc đẩy công tác bảo tồn, có ít tác động tiêu cực đến môi trường và tạo các ảnh hưởng tích cực về mặt kinh tế-xã hội cho cộng đồng địa phương.

## Ở Việt Nam
Việt Nam với lợi thế có chiều dài bờ biển, rừng núi hoang sơ với nhiều khu bảo tồn thiên nhiên, vườn quốc gia và nhiều rừng cấm, đó là những di sản thiên nhiên của quốc gia, chứa đầy tiềm năng cho phát triển du lịch sinh thái như Vịnh Hạ Long, hồ Ba Bể, động Phong Nha, vườn quốc gia Cát Tiên, vườn quốc gia Cúc Phương, khu bảo tồn thiên nhiên Vân Long.v.v. đặc biệt là đã có tới 8 khu dự trữ sinh quyển Việt Nam được UNESCO công nhận là khu dự trữ sinh quyển thế giới nằm ở khắp ba miền.
Không chỉ như vậy, Việt Nam có sự đa dạng sinh học khá cao với khoảng 14.624 loài thực vật thuộc gần 300 họ, trong đó có nhiều loài cổ xưa và quý hiếm, khoảng hơn 1000 loài lấy gỗ, 100 loài có dầu, hơn 1000 loài cây thuốc, 100 loài quả rừng ăn được… Cùng với đó, thế giới động vật tại Việt Nam cũng rất đa dạng, khoảng 11.217 loài và phân loài, trong đó có 1.009 loài và phân loài chim, 265 loài thú, 349 loài bò sát lưỡng cư, 2000 loài cá biển, hơn 500 loài cá nước ngọt và hàng ngàn loài tôm, cua, nhuyễn thể và thủy sinh vật khác. Bên cạnh đó, các loài thú ở Việt Nam có tới 10 loài đặc trưng của vùng nhiệt đới như: cheo, đồi, chồn bay, cầy mực, cu li, vượn, tê tê, voi, heo vòi, tê giác và đặc biệt, có 5 loài thú lớn mới được phát hiện ở Việt Nam.